# Ях'я аль-Гаді
Ях'я аль-Гаді (араб. المعتضد يحيى بن الحسن; помер 1239) – імам Зейдитської держави у Ємені. Одночасно з ним (до 1226 року) імамат проголосив Мухаммед ан-Насір бін Абдалла.